# 国際年金経済研究所
 株式会社 国際年金経済研究所（こくさいねんきんけいざいけんきゅうしょ）は、相澤安輝によって1992年実践金融経済の探求から新グローバル社会哲学の探求、欧米事情と近未来トレンドの研究にため設立される。
『国際フォーラム創造』（日米欧共同企画で5回開催）。欧米事情と近未来トレンドの研究発表・日本事情の紹介等を行う。
2008年には英マーカス・エバンズ社主催のJapan's Leadind Pensions & Investments Summit　にて相澤が議長を務め、主任研究員（ジャーナリズム・インタビュー・CSR）の加賀谷貢樹が副議長を務める。

## 出版物
- 『わかり易い 現実革命原論』広報社、2012年4月。ISBN 978-4879524638。
- 『年金資産運用のグローバル知識』東洋経済新報社、1999年1月。ISBN 4492700501。